# Каменный лес (альбом)
«Каменный лес» — пятый студийный альбом российской рэп-группы Bad Balance, выпущенный музыкальным издательством «Студия Миксмедиа» на аудиокассетах и компакт-дисках 19 апреля 2001 года.
Осенью 1999 года вместо ушедшего «Михея» в состав группы Bad Balance был принят Андрей «Лигалайз» Меньшиков, с которым коллектив улетел в Нью-Йорк для записи нового альбома в январе 2000 года. В ходе дописывания альбома в Москве в состав группы вошёл Роман «Купер» Алексеев, а «Лигалайз» втайне ото всех уехал жить в Прагу в январе 2001 года.
В записи альбома приняли участие американские рэперы Trenger, Doc. Who, Rad Roc, DJ Charm, T.R. Love (участник группы Ultramagnetic MCs), Barron Ricks (бывший участник группы Cypress Hill), Rocsigar и R&B-исполнители Jimmy и Carla Williams (бэк-вокалистка Mary J. Blige), а также российские рэперы White Hot Ice, N’Pans и Лия из «Белого Шоколада». Музыку для альбома создал DJ LA при содействии DJ Tonik («Питер — я твой!», «Найди свою дорогу»), Mr. Bruce (бас-гитара и электрогитара), T.R.Love и Rad Roc.
Презентация альбома «Каменный лес» состоялась в необычных условиях — в одной из колоний для несовершеннолетних подмосковного города Наро-Фоминска 8 июня 2001 года.
В 2020 году альбом впервые был выпущен на виниле на лейбле ZBS Records.

## Запись альбома
В 1999 году группа Bad Balance решила записать следующий альбом группы в Нью-Йорке, поскольку их не устраивал уровень звучания альбомов, записанных в России. После внезапного ухода из группы «Михея» на его место был временно взят Андрей «Звонкий» Лысков из группы «Дерево Жизни». Именно в таком составе группа выступила на фестивале Adidas Streetball Challenge в Москве 3 сентября 1999 года. Записав с ним несколько композиций для «Bad B. Альянса», Валов понял, что «Звонкий» не дотягивает по голосу до уровня «Михея», и стал искать на его место другого человека. Узнав, что рэпер Олег «Ladjack» Жиляков находится в больнице в тяжёлом состоянии, Валов решил поддержать друга и предложил ему попробовать записаться вместе. Валов придумал концепцию записи альбома «Каменный лес», согласно которой он будет исполнять куплет на русском языке, а Жиляков — на английском, при этом на альбоме будут куплеты от приглашённых американских рэперов. Во время одной из репетиций на студию приехал Андрей «Лигалайз» Меньшиков и вскоре предложил свою кандидатуру на роль второго МС, аргументируя это тем, что в Америке группе будет нужен рэпер, читающий рэп на русском, а не на английском. Одобрив нового участника, Валов дал ему тексты своих куплетов, чтобы «Лигалайз» их закончил. Через месяц у группы уже был готов весь материал для поездки в Нью-Йорк.
5 января 2000 года группа Bad Balance в составе пяти человек (Шеff, DJ LA, Лигалайз, Mr. Bruce и Игорь «Малой» Резниченко) отправилась в Нью-Йорк, где в качестве студии была выбрана East-West Studio со звукоинженером Roc «Rad Roc» Isaac. Первые четыре дня были потрачены на вскрытие музыкальной программы, которую LA специально подготовил для этого альбома в Москве. Были записаны первые два трека, один из которых Rad Roc взял на свой американский сборник, тем самым позволив группе на скромный бюджет дописать альбом на его студии. Далее был записан трек «I Know Ya Style» со случайно пришедшими на студию американскими рэперами Trenger, Rocsigar и Barron Ricks (известный по песне Cypress Hill «Tequila Sunrise»). Послушав этот русско-американский трек, с группой решил записаться R&B-исполнитель Jimmy Ramise, чей голос звучит в песне «Леди Гроза», а также бэк-вокалистка Mary J. Blige, Carla Williams, поучаствовавшая в песне «Чистое небо».
Позже концертный директор группы, Игорь «Малой» Резниченко, связался с американским рэпером Ice-T, который оставил свой номер телефона группе на фестивале «Adidas Streetball Challenge» в Москве 3 сентября 1999 года. Благодаря Ice-T на студию пришёл участник популярной в 80-х годах группы Ultramagnetic MCs, T.R. Love, который согласился спродюсировать один трек — «Москва — New York». В записи песни приняли участие начинающие рэперы Trenger и Doc. Who. Группа Bad Balance также выступила в Нью-Йорке на одной из эмигрантских вечеринок, а также дала интервью на местной радиостанции. Всё это время группа жила в городе Хобокен, который находится на границе с Нью-Джерси и Нью-Йорком. В интервью для газеты «Музыкальная правда» Валов упомянул о том, что в Нью-Йорке было записано 11 треков. 6 февраля 2000 года команда вернулась в Россию.
В августе 2000 года музыкальным издательством «Студия Миксмедиа» был выпущен мини-альбом «Москва — New York (Из города джунглей в каменный лес)», на который вошло два новых сингла с предстоящего альбома, записанного в Нью-Йорке: «I Know Ya Style» и «Чистое небо». К двум готовым трекам с будущей пластинки добавлены песни с альбома «Налётчики Bad B.» (1994). В ходе дописывания альбома в Москве в состав группы вошёл Роман «Купер» Алексеев из группы Da-108 и принял участие в записи шести треков альбома. Свои куплеты также записали российские рэперы White Hot Ice, N’Pans, Лия и из «Белого Шоколада». 20 декабря 2000 года группа Bad Balance исполнила новую песню «Звони 02» в спортивном комплексе «Олимпийский» на фестивале Rap Music 2000.
В 2000 году была записана песня «Питер, я твой!». В песне использован семпл из ретро-шлягера «Тёмная ночь», исполняемого Марком Бернесом, с характерным шипением и потрескиванием грампластинки. Песня вошла в сольный альбом Шефа — «Имя Шеff», а также на новый альбом Bad Balance — «Каменный лес». По словам Валова, эта композиция посвящена счастливым моментам встреч с питерскими друзьями. 26 февраля 2001 года был снят видеоклип на эту песню, премьера которого состоялась в середине марта на телеканале «MTV Россия». В январе 2001 года «Лигалайз» втайне ото всех уехал жить в Прагу, поэтому альбом был выпущен без его участия 19 апреля 2001 года. По словам Валова, на обложке альбома изображено лицо зрелой девушки, а в её взгляде прослеживается идея — выживания в огромном городе, где существуют неписаные законы.
В 2007 году в интервью для российского издания журнала Billboard Валов обвинил в низких продажах альбома «Каменный лес» выпускающую компанию «МиксМедиа»:
Хотя его продажи были подорваны глупым маркетинговым ходом компании «МиксМедиа», которая несколько раньше выпустила сборник старых вещей как новый релиз, включив туда только одну новую песню. Народ начал было покупать, но быстро обломался и на настоящий новый релиз отреагировал вяло. Продажи застряли на отметке 50 тысяч экземпляров. Плюс опять-таки с самим материалом мы опять опередили время, к такой музыке рынок ещё не был готов.
В 2015 году Шеff, Mr. Bruce и Игорь «Малой» Резниченко рассказали о записи альбома «Каменный лес» в США в документальном фильме «История Bad B. Часть III. Глава Вторая: Война и Мир».

## Приём критиков
В 2001 году музыкальный обозреватель украинского портала MusicNews, Игорь Панасов, написал, что «их каменный лес с неписаными законами бытия находится в какой-то убийственно далёкой галактике».
В 2004 году главный редактор портала Rap.ru, Андрей Никитин, назвал альбом «Каменный лес» «топтанием на месте»:
Начиная с альбома «Каменный лес», Bad Balance уже не стоит в авангарде русского рэпа. Если каждый предыдущий диск был прорывом, шагом вперёд, то «Каменный лес» удивил множественными самоповторами и стал если не шагом назад, то топтанием на месте. Несмотря на очевидную одарённость Лигалайза, потеря Михея оказалась слишком весомой для Bad B. Команда утратила свой фирменный почерк. Пожалуй, с альбома «Каменный лес» начались разговоры о закате Bad Balance.

## Рейтинги
В 2007 году главный редактор портала Rap.ru, Андрей Никитин, поместил альбом «Каменный лес» в список главных альбомов русского рэпа

## Чарты и ротации
По данным интернет-проекта Moskva.FM, песни «Питер — я твой», «Чистое небо» и «Каменный лес» находились в ротации нескольких российских радиостанций с 2007 по 2015 год.
Видеоклипы на песни «Питер — я твой!» (2001) и «Отвечай за слова» (2002) попали в ротацию чартов «Русская десятка» и «20 самых-самых» телеканала «MTV Россия».

## Список композиций
| №   | Название                                                   | Текст песни             | Музыка   | Длительность |
| --- | ---------------------------------------------------------- | ----------------------- | -------- | ------------ |
| 1.  | «Джунгли»                                                  |                         | LA       | 1:14         |
| 2.  | «Я говорю Bad»                                             | Шеff, Legalize          | LA       | 3:37         |
| 3.  | «Москва — New York» (уч. Trenger, Doc. Who)                | Legalize, Rad Roc, Шеff | T.R.Love | 5:13         |
| 4.  | «Каменный лес»                                             | Шеff                    | LA       | 3:54         |
| 5.  | «Есть повод»                                               | Legalize, Купер, Шеff   | LA       | 4:27         |
| 6.  | «Я лечу» (уч. Rad Roc)                                     | Legalize, Шеff          | LA       | 4:22         |
| 7.  | «Леди Гроза» (уч. Jimmy)                                   | Rad Roc, Шеff           | LA       | 4:33         |
| 8.  | «Отвечай за слова»                                         | Шеff                    | LA       | 3:17         |
| 9.  | «Всё ровно»                                                | Шеff                    | LA       | 3:32         |
| 10. | «Можно не заморачиваться» (уч. Бумер)                      | Бумер                   | LA       | 0:57         |
| 11. | «На кармане есть бабки» (уч. White Hot Ice)                | White Hot Ice, Шеff     | LA       | 3:27         |
| 12. | «Центр планеты» (уч. Маруся из «Белого Шоколада»)          | Шеff                    | LA       | 0:34         |
| 13. | «Дон Барон» (уч. Trenger)                                  | Rad Roc, Шеff           | LA       | 3:52         |
| 14. | «Казаки»                                                   | Legalize, Шеff          | LA       | 4:39         |
| 15. | «I Know Ya Style» (уч. B Ricks, Rocsigar, Trenger)         | Legalize, Rad Roc, Шеff | LA       | 6:07         |
| 16. | «Звони 02»                                                 | Шеff, Legalize, Купер   | LA       | 4:23         |
| 17. | «Питер — я твой!»                                          | Купер                   | TO№1K    | 3:57         |
| 18. | «Найди свою дорогу» (уч. N’Pans, Лия из «Белого Шоколада») | Купер, Шеff             | TO№1K    | 4:09         |
| 19. | «Чистое небо» (уч. Carla W)                                | Rad Roc, Шеff           | LA       | 3:57         |

## Семплы
Информация о семплах была взята из сайта WhoSampled и Bad Balance.
- «Джунгли»

1. Валентин Плучек и Сергей Богомазов — «Маугли» (1969)

- «Я говорю Bad»

1. Jerome Pradon — «Heaven on Their Minds» (2000)

- «Москва — New York» (feat. Trenger, Doc. Who)

1. Love Unlimited — «I Can’t Let Him Down» (1976)

- «Я лечу» (feat. Roc)

1. Песняры — «Тёмная ночь» (1996)

- «Отвечай за слова»

1. Майя Кристалинская — «Видно, так устроен свет» (1968)
2. Александр Зацепин — «Кончилось лето» (Из к/ф Бриллиантовая рука) (1968)

- «Всё ровно»

1. Валерий Леонтьев — «Ненаглядная сторона» (1981)

- «Центр планеты» (0:34)

1. Carter Burwell — «Moose Lake» (1996)

- «Дон Барон» (feat. Trenger)

1. София Ротару — «Аист на крыше» (1985)

- «Казаки»

1. David Byrne — «Loco De Amor» (1989)

- «Питер — я твой!»

1. Семпл: Марк Бернес — «Тёмная ночь» (1965)

- «Найди свою дорогу» (feat. N’Pans, Лия)

1. Вахтанг Кикабидзе — «Вот и весь разговор» (1980)

- «Чистое небо» (feat. Carla W)

1. Gene Chandler — «Does She Have a Friend?» (1980)

## Участники записи
| - Шеff — вокал (2-9, 11, 13-19), автор слов (2-9, 11-16, 18, 19), продюсер альбома - Legalize — вокал (2-9, 13-16, 18), автор слов (2, 3, 5, 6, 14, 15, 16) - Купер — вокал (5, 8, 14, 16, 17, 18), автор слов (5, 16, 17, 18) - Trenger — вокал (3, 13, 15) - Doc. Who — вокал (3) - Jimmy — вокал (7) - Маруся — вокал (12) - Barron Ricks — вокал (15) - Rocsigar — вокал (15) - N’Pans — вокал (18) - Лия — вокал (18) - Carla Williams — вокал (19) | - T.R.Love — бэк-вокал (3), программирование синтезатора и компьютера (3) - DJ Charm — бэк-вокал (3) - Rad Roc — бэк-вокал (6), автор слов (3, 7, 13, 15, 18), программирование синтезатора и компьютера (7, 14, 15), сведение (3, 4, 7, 15, 19) - Бумер — вокал (10), автор слов (10) - White Hot Ice — вокал (11), автор слов (11) - Глеб «DJ LA» Матвеев — музыка (1, 2, 4-16, 19), бэк-вокал (9), продюсер альбома - Дмитрий «TO№ 1K» Семёнов — музыка (17, 18), сведение (18) - Эльбрус «Mr. Bruce» Черкезов — бас-гитара (3, 4, 6, 9, 13, 14, 17, 19), гитара (3, 17) - Mr. Sir-J — бэк-вокал (9), подаренный семпл (11) - Андрей «Shooroop» Бабурин — сведение (1, 2, 5, 6, 8, 10, 12, 13, 16, 17), мастеринг на студии Hip-Hop Info Studio в Москве, бэк-вокал (9) - Денис «Tengiz» Чернышов — сведение (9, 11, 14) - Андрей Скучалин — дизайн - Василий Кудрявцев — фотограф |